# شاطئ الجزيرة

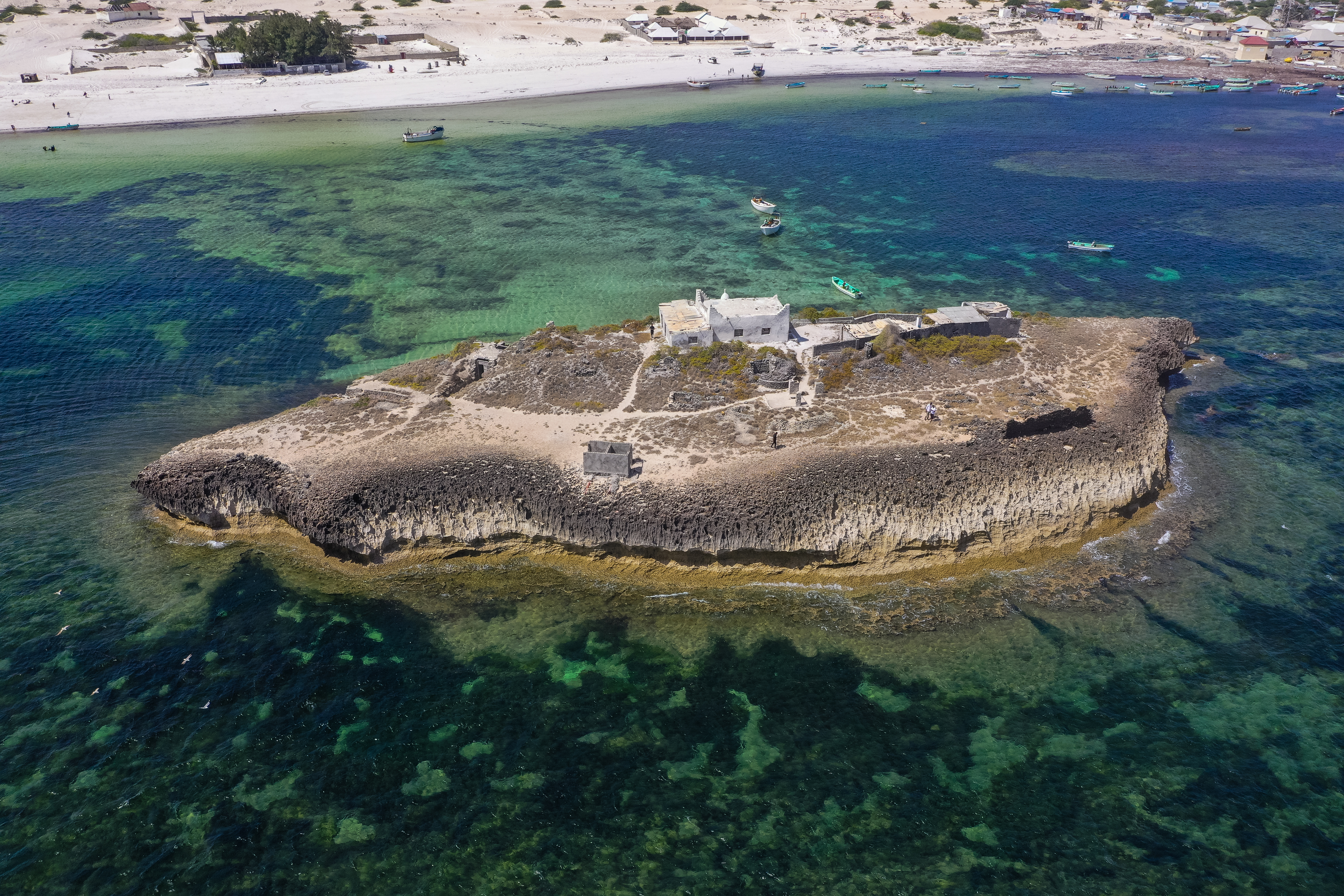

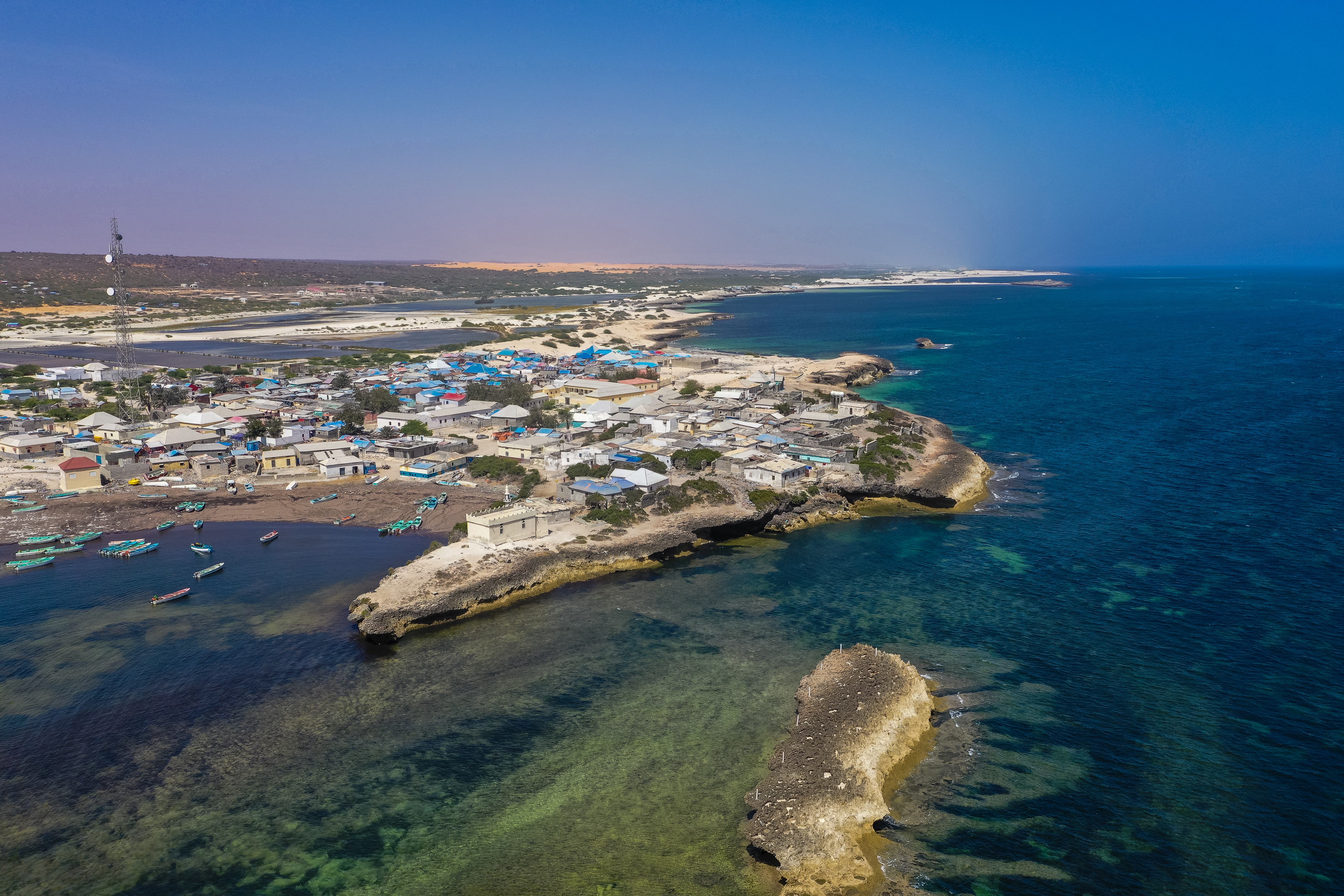

شاطئ الجزيرة (بالصومالية: Xeebta Jasiira)‏ هو شاطئ يطل على الساحل الصومالي بالقرب من العاصمة الصومالية مقديشو.
يشهد شاطئ الجزيرة تجمع الآلاف لقضاء عطلات نهاية الأسبوع، ويحظى الشاطئ الواقع على بعد بضعة كيلومترات جنوب العاصمة بشعبية واسعة لاسيما مع عودة المهاجرين الصوماليين وبنائهم الفنادق والمطاعم، كما توجد شركات تؤجر القوارب في المنطقة، ويوفر النشاط الاقتصادي في الشاطئ وظائف للشباب الصومالي كما يحفز على السياحة المحلية والدولية.
يزور السياح الدوليون ولاسيما من تركيا وأمريكا والمملكة المتحدة وإيطاليا وألمانيا وماليزيا شاطئ الجزيرة، حيث أن الشاطئ يوفر للسياح فرصة لمشاهدة سوق المواشي في الجزيرة حيث تُباع الإبل والأبقار والماعز والأغنام والحياة البرية، بالإضافة إلى عمليات استخراج الملح الموجودة هناك، ويطل الشاطئ على جزيرة صغيرة يمكن للسائحين الوصول إليها عن طريق استئجار قارب، ويطل على ساحل المحيط الهندي بعض أكثر الشواطئ إثارة للإعجاب في العالم، التي تتميز بالرمال النقية والمياه المعتدلة والحياة البرية، ويحرص العائدون من الخارج والمستثمرون الأجانب على تطوير شاطئ الجزير ليصبح وجهة سياحية شهيرة،
تتميز منطقة شاطئ الجزيرة بالمناخ الجاف الحار، وترتفع الرطوبة فيها في الفترة ما بين مايو وأغسطس من .